# Британска Девичанска Острва на Светском првенству у атлетици на отвореном 2022.
Британска Девичанска Острва су учествовала на 18. Светском првенству у атлетици на отвореном 2022. одржаном у Јуџину  од 15. до 25. јула осамнаести пут, односно учествовала су на свим првенствима до данас. Репрезентацију Британских Девичанских Острва представљала су 2 такмичара (1 мушкарац и 1 жена) који су се такмичили у 2 дисциплине (1 мушка и 1 женска). , 
На овом првенству такмичари Британских Девичанских Острва нису освојили ниједну медаљу нити су остварили неки резултат.

## Учесници
| Мушкарци: - Кирон Макмастер — 400 м препоне | Жене - Бијонсе Дефретас — 200 м |

## Резултати

### Мушкарци
| Атлетичар       | Дисциплина    | Лични рекорд | Квалификације | Квалификације | Полуфинале     | Полуфинале     | Финале               | Финале               | Детаљи |
| Атлетичар       | Дисциплина    | Лични рекорд | Резултат      | Место         | Резултат       | Место          | Резултат             | Место                | Детаљи |
| --------------- | ------------- | ------------ | ------------- | ------------- | -------------- | -------------- | -------------------- | -------------------- | ------ |
| Кирон Макмастер | 400 м препоне | 47,08 НР     | 49,98 КВ      | 4. у гр. 5    | Није стартовао | Није стартовао | Није се квалификовао | Није се квалификовао |        |

### Жене
| Атлетичарка      | Дисциплина | Лични рекорд | Квалификације | Квалификације | Полуфинале            | Полуфинале            | Финале                | Финале       | Детаљи |
| Атлетичарка      | Дисциплина | Лични рекорд | Резултат      | Место         | Резултат              | Место                 | Резултат              | Место        | Детаљи |
| ---------------- | ---------- | ------------ | ------------- | ------------- | --------------------- | --------------------- | --------------------- | ------------ | ------ |
| Бијонсе Дефретас | 200 м      | 23,20        | 23,81         | 7. у гр. 5    | Није се квалификовала | Није се квалификовала | Није се квалификовала | 42 / 44 (45) |        |